# Kara Murad Pascha
Kara Murad Pascha, auch Kara Dev Murad Pascha, (geboren um 1596; gestorben 1655 in Hama) war ein osmanischer Staatsmann  und Offizier. Er diente als Kapudan Pascha und war Großwesir des Osmanischen Reiches. Sein Beiname Kara bedeutet „schwarz“, der zweite Beiname Dev der Riese.

## Leben
Murad war osmanischer Herkunft. Als Soldat zeichnete er sich in den frühen Phasen des Krieges um Kreta (1645–1669) zwischen dem Osmanischen Reich und der Republik Venedig aus. 1638 begleitete er Sultan Murad IV. auf dessen Bagdad-Feldzug und blieb als Zağarcıbaşı eine Weile dort stationiert. Anschließend stieg er schnell im Janitscharenkorps auf. Er wurde 1644 Kul kethüdâsı, 1645 Sekbanbași und 1648 während der Inthronisierung von Mehmed IV. zum Kommandeur des Janitscharenkorps (Yeniçeri ağası) befördert. Als die Osmanische Marine am 12. Mai 1649 in der Schlacht von Focchies von den Venezianern besiegt wurde, wurde der Großwesir Sofu Mehmed Pascha für die Niederlage verantwortlich gemacht und Kara Murad Pascha am 21. Mai zum Großwesir befördert. Murad ließ seinen Vorgänger ins Exil schicken und dann hinrichten.
Zum Zeitpunkt von Murads Ernennung zum Großwesir war der Sultan erst sieben Jahre alt und die beiden Valide-Sultane, seine Mutter Turhan Hatice und seine Großmutter Kösem Sultan, fungierten als Regenten, waren aber in einen Machtkampf verwickelt. Während Kösem Murad unterstützte, war Turhan Hatice gegen ihn. Darüber hinaus waren auch die Führer der Janitscharen gegen ihn. Murad fühlte sich nicht mehr sicher und trat am 5. August 1650 zurück. Auf seinen Vorschlag hin wurde er von Melek Ahmed Pascha abgelöst.
Nach seinem Rücktritt wurde Murad auf eigenen Wunsch zum Gouverneur (Beylerbey) des Eyâlet Budin ernannt. 1653 kehrte er nach Istanbul zurück und wurde zum Kapudan Pascha (Großadmiral) ernannt. Er wurde beauftragt, Verstärkung und Munition auf dem Seeweg nach Kreta zu transportieren, wo das Osmanische Reich gegen die Republik Venedig kämpfte. Die venezianische Marine blockierte zu dieser Zeit die Dardanellen, aber Murad Pascha gelang es, die Venezianer zu besiegen und ihre Blockade in der ersten Dardanellenschlacht (1654) zu durchbrechen.
Am 11. Mai 1655 wurde Murad Pascha erneut zum Großwesir berufen. Seine zweite Amtszeit war sehr kurz: Aufgrund wirtschaftlicher Probleme sowie der Gegnerschaft der Janitscharen musste er am 19. August 1655 zurücktreten. Er wurde Gouverneur des Eyâlet Damaskus, doch auf der Reise zum Amtsantritt wurde er im osmanischen Syrien krank und starb schließlich. In den fünf Jahren zwischen seinen beiden Amtszeiten als Großwesir wurden sechs verschiedene Paschas in das Amt berufen, ein Hinweis auf die politische Instabilität des Reiches Mitte des 17. Jahrhunderts.